# Guvernoratul Gabès
Guvernoratul Gabès este una dintre cele 24 unități administrativ-teritoriale de gradul I ale Tunisia.